# Labiostomella gisleni
Labiostomella gisleni is een mosdiertjessoort uit de familie van de Labiostomellidae. De wetenschappelijke naam van de soort is voor het eerst geldig gepubliceerd in 1941 door Silén.